# Dominique Bernard-Deschamps
Dominique Bernard-Deschamps (1892 – 25 de mayo de 1966) fue un director, actor y guionista cinematográfico de nacionalidad francesa, activo principalmente en la época del cine mudo.

## Biografía
Nacido en Burdeos, Francia, su verdadero nombre era Dominique Deschamps. 
Especializado en el cine científico, Dominique Bernard-Deschamps rodó varias películas de ficción, y fue colaborador durante largo tiempo con el profesor Henri Chrétien sobre un proyecto de gran pantalla que sería el predecesor del Cinemascope.
Bernard-Deschamps falleció en París, Francia, en 1966.

## Filmografía
Director
- 1908 : Porchefontaine (documental)
- 1914 : Service secret
- 1914 : Les Frontières du cœur
- 1914 : Le Lynx
- 1915 : Amour sacré
- 1916 : Des canons, des munitions
- 1917 : 48, avenue de l'opéra (codirigido con Georges Denola)
- 1918 : Hier et aujourd'hui
- 1922 : La Nuit du 11 septembre (rodado en 1919)
- 1922 : L'Agonie des aigles (codirigido con Julien Duvivier)
- 1932 : Le Rosier de madame Husson
- 1935 : La Marmaille
- 1938 : Monsieur Coccinelle
- 1940 : Tempête

Guionista
- 1938 : Monsieur Coccinelle
- 1940 : Tempête

Actor
- 1909 : La Fin d'un beau rêve, de Gérard Bourgeois
- 1911 : L'Homme de peine, de Michel Carré